# Pallavolo Piacenza 2012-2013
Questa voce raccoglie le informazioni riguardanti la Pallavolo Piacenza nelle competizioni ufficiali della stagione 2012-2013.

## Stagione
La stagione 2012-13 è per la Pallavolo Piacenza, sponsorizzata dal gruppo Copra Elior, l'undicesima consecutiva in Serie A1; rispetto al campionato precedente, la rosa viene modificata solo in parte: in particolar modo al palleggio, dove arriva l'argentino Luciano De Cecco, in attacco con l'ingaggio dal rinunciatario Volley Treviso di Alessandro Fei e František Ogurčák ed al centro, con il ritorno sui campi da gioco del cubano Roberlandy Simón, mentre tra i confermati restano il capitano Hristo Zlatanov, Samuele Papi e Davide Marra.
Il campionato si apre con due vittorie consecutive, mentre la prima sconfitta arriva alla terza giornata sul campo dei campioni d'Italia dell'Associazione Sportiva Volley Lube di Macerata, seguita poi da un altro stop contro la Callipo Vibo Valentia; il resto del girone d'andata è caratterizzato da cinque vittorie e due sole sconfitte che proiettano la squadra al terzo posto in classifica, qualificandola per la Coppa Italia. Tale posizione sarà mantenuta anche al termine del girone di ritorno, il quale vede proseguire lo stesso ritmo di quello d'andata con un buon numero di successi, intercalati da qualche passo falso: nel play-off scudetto la sfida dei quarti di finale è contro la Sir Safety Perugia, eliminata poi in due gare; in semifinale la squadra emiliana incontra la Lube Macerata: nonostante la formazione marchigiana parta con una gara di vantaggio, come previsto da regolamento, per il miglior posizionamento in classifica, così com'era avvenuto in favore dei piacentini nei quarti di finale, la squadra di Luca Monti riesce a capovolgere la situazione e vincere le tre partite necessarie per accedere alla finale scudetto. L'atto conclusivo del campionato ripropone la sfida di quattro stagioni prima e vede di fronte la Pallavolo Piacenza contro la Trentino Volley: la serie è combattuta e la vittoria finale va al club trentino solamente dopo cinque gare.
L'avventura in Coppa Italia per la Pallavolo Piacenza, qualificata grazie al terzo posto in classifica al termine del girone d'andata, dura solo una partita, ossia quella dei quarti di finale, dove viene sconfitta al tie-break dalla Pallavolo Modena e quindi eliminata.
Il sesto posto in classifica nella stagione 2011-12 e la vittoria del girone di qualificazione alla Challenge Cup, ha permesso alla Pallavolo Piacenza di disputare tale competizione europea: il cammino è stato netto, in quanto in tutte le fasi del torneo, la formazione italiana ha sempre vinto con il punteggio di 3-0; l'atto finale, che ha consegnato la coppa per la prima volta al club emiliano, si è giocato contro la squadra russa del Volejbol'nyj Klub Ural Ufa.

## Organigramma societario
Area direttiva
- Presidente: Guido Molinaroli
- Presidente onorario: Lino Volpe
- Presidente settore giovanile: Daniele Rampini
- Vicepresidente: Stefano Gatti
- Direttore generale: Gabriele Cottarelli
- Consigliere: Cristina Dodici, Stefano Poli, Andrea Travaini

Area organizzativa
- Team manager: Alessandra Fantoni
- General manager: Paolo Maffi
- Direttore sportivo: Boris Bondi
- Segreteria amministrativa: Enrica Co'

Area tecnica
- Allenatore: Luca Monti
- Allenatore in seconda: Davide Delmati
- Scout man: Matteo Carancini
- HR atleti: Lucia Rancati
- Responsabile settore giovanile: Nicola Agricola

Area comunicazione
- Ufficio stampa: Elisa Uccelli
- Responsabile pubbliche relazioni: Monica Uccelli
- Speaker: Nicola Gobbi

Area marketing
- Logistica: Giovanni D'Ancona

Area sanitaria
- Medico: Andrea Magnacavallo, Enzo Gregoriano, Bernardo Palladini
- Staff medico: Davide Lucchi
- Preparatore atletico: Juan Carlos De Lallis
- Fisioterapista: Federico Pellizzari, Alessandro Russo

## Rosa
| N° | Nome              | Ruolo | Data di nascita   | Nazionalità sportiva |
| -- | ----------------- | ----- | ----------------- | -------------------- |
| 1  | Maurizio Latelli  | P     | 10 dicembre 1974  | Italia               |
| 2  | Va'afuti Tavana   | C     | 25 settembre 1987 | Stati Uniti          |
| 3  | Davide Marra      | L     | 12 marzo 1984     | Italia               |
| 5  | Antonio Corvetta  | P     | 28 settembre 1977 | Italia               |
| 6  | Samuele Papi      | S     | 20 maggio 1973    | Italia               |
| 7  | Alessandro Fei    | S/O   | 29 novembre 1978  | Italia               |
| 9  | František Ogurčák | S     | 24 aprile 1984    | Slovacchia           |
| 10 | Roberlandy Simón  | C     | 11 giugno 1987    | Cuba                 |
| 11 | Hristo Zlatanov   | S     | 21 aprile 1976    | Italia               |
| 12 | Maxwell Holt      | C     | 12 marzo 1987     | Stati Uniti          |
| 13 | Luca Tencati      | C     | 16 marzo 1979     | Italia               |
| 15 | Gabriele Maruotti | S     | 25 marzo 1988     | Italia               |
| 17 | Luca Vettori      | S/O   | 26 aprile 1991    | Italia               |
| 18 | Luciano De Cecco  | P     | 2 giugno 1988     | Argentina            |

## Mercato
| Acquisti | Acquisti          | Acquisti           | Acquisti   |
| R.       | Nome              | da                 | Modalità   |
| -------- | ----------------- | ------------------ | ---------- |
| P        | Antonio Corvetta  | Robur Angelo Costa | definitivo |
| P        | Luciano De Cecco  | Gabeca             | definitivo |
| S/O      | Alessandro Fei    | Treviso            | definitivo |
| P        | Maurizio Latelli  | Club Italia        | definitivo |
| S        | Gabriele Maruotti | M. Roma            | definitivo |
| S        | František Ogurčák | Treviso            | definitivo |
| C        | Roberlandy Simón  | -                  | definitivo |
| C        | Va'afuti Tavana   | Brigham Young      | definitivo |
| S/O      | Luca Vettori      | Club Italia        | definitivo |

| Cessioni | Cessioni           | Cessioni          | Cessioni   |
| R.       | Nome               | a                 | Modalità   |
| -------- | ------------------ | ----------------- | ---------- |
| S        | Cleber De Oliveira | Sesi              | definitivo |
| P        | Lukas Kampa        | Belogor'e         | definitivo |
| C        | Jiří Král          | Beauvais          | definitivo |
| S        | Federico Marretta  | Corigliano Volley | definitivo |
| S        | Jacopo Massari     | Città di Castello | definitivo |
| S/O      | Vladimir Nikolov   | Galatasaray       | definitivo |
| S        | Nikolaj Penčev     | Effector Kielce   | definitivo |
| S/O      | Mory Sidibé        | ACH Volley        | definitivo |
| P        | Andrej Žekov       | -                 | ritirato   |

## Risultati

### Serie A1

#### Girone di andata
| 1ª giornata - 7 ottobre 2012 PalaDeAndrè, Ravenna         | Robur Angelo Costa | 0 - 3 | Piacenza           | 17-25, 19-25, 19-25               |
| 2ª giornata - 14 novembre 2012 PalaBanca, Piacenza        | Piacenza           | 3 - 1 | Altotevere         | 25-22, 25-18, 23-25, 25-17        |
| 3ª giornata - 20 ottobre 2012 PalaFontescodella, Macerata | Lube               | 3 - 0 | Piacenza           | 25-22, 25-20, 25-15               |
| 4ª giornata - 28 ottobre 2012 PalaBanca, Piacenza         | Piacenza           | 2 - 3 | Callipo            | 25-20, 22-25, 25-18, 19-25, 11-15 |
| 5ª giornata - 3 novembre 2012 PalaBanca, Piacenza         | Piacenza           | 3 - 1 | Modena             | 27-29, 25-23, 25-19, 25-23        |
| 6ª giornata - 11 novembre 2012 PalaBreBanca, Cuneo        | Piemonte           | 3 - 0 | Piacenza           | 28-26, 25-20, 25-20               |
| 7ª giornata - 18 novembre 2012 PalaBanca, Piacenza        | Piacenza           | 3 - 0 | New Mater          | 25-21, 25-22, 25-20               |
| 8ª giornata - 25 novembre 2012 PalaBanca, Piacenza        | Piacenza           | 3 - 1 | Sir Safety Perugia | 25-20, 22-25, 25-23, 25-21        |
| 9ª giornata - 2 dicembre 2012 PalaTrento, Trento          | Trentino           | 3 - 1 | Piacenza           | 25-17, 23-25, 25-20, 25-21        |
| 10ª giornata - 9 dicembre 2012 PalaBianchini, Latina      | Top Volley Latina  | 0 - 3 | Piacenza           | 23-25, 21-25, 16-25               |
| 11ª giornata - 16 dicembre 2012 PalaBanca, Piacenza       | Piacenza           | 3 - 0 | BluVolley Verona   | 25-21, 25-18, 26-24               |

#### Girone di ritorno
| 12ª giornata - 22 dicembre 2012 PalaBanca, Piacenza           | Piacenza           | 3 - 1 | Robur Angelo Costa | 23-25, 25-17, 25-18, 25-17        |
| 13ª giornata - 6 gennaio 2013 PalaKemon, San Giustino         | Altotevere         | 1 - 3 | Piacenza           | 16-25, 25-21, 12-25, 18-25        |
| 14ª giornata - 12 gennaio 2013 PalaBanca, Piacenza            | Piacenza           | 1 - 3 | Lube               | 25-21, 23-25, 16-25, 21-25        |
| 15ª giornata - 20 gennaio 2013 PalaValentia, Vibo Valentia    | Callipo            | 0 - 3 | Piacenza           | 27-29, 31-33, 19-25               |
| 16ª giornata - 27 gennaio 2013 PalaPanini, Modena             | Modena             | 1 - 3 | Piacenza           | 25-12, 15-25, 22-25, 20-25        |
| 17ª giornata - 3 febbraio 2013 PalaBanca, Piacenza            | Piacenza           | 3 - 0 | Piemonte           | 25-20, 25-22, 25-18               |
| 18ª giornata - 10 febbraio 2013 PalaGrotte, Castellana Grotte | New Mater          | 3 - 1 | Piacenza           | 25-23, 25-23, 25-27, 25-21        |
| 19ª giornata - 17 febbraio 2013 PalaEvangelisti, Perugia      | Sir Safety Perugia | 1 - 3 | Piacenza           | 25-22, 21-25, 26-28, 24-26        |
| 20ª giornata - 24 febbraio 2013 PalaBanca, Piacenza           | Piacenza           | 2 - 3 | Trentino           | 25-17, 18-25, 19-25, 25-19, 12-15 |
| 21ª giornata - 20 febbraio 2013 PalaBanca, Piacenza           | Piacenza           | 3 - 1 | Top Volley Latina  | 26-24, 21-25, 25-22, 25-22        |
| 22ª giornata - 10 marzo 2013 PalaOlimpia, Verona              | BluVolley Verona   | 1 - 3 | Piacenza           | 22-25, 25-23, 17-25, 18-25        |

#### Play-off scudetto
| Quarti di finale (gara 2) - 27 marzo 2013 PalaEvangelisti, Perugia | Sir Safety Perugia | 1 - 3 | Piacenza           | 17-25, 26-24, 19-25, 23-25        |
| Quarti di finale (gara 3) - 1º aprile 2013 PalaBanca, Piacenza     | Piacenza           | 3 - 0 | Sir Safety Perugia | 25-16, 29-27, 25-16               |
| Semifinali (gara 2) - 10 aprile 2013 PalaBanca, Piacenza           | Piacenza           | 3 - 1 | Lube               | 17-25, 25-20, 25-17, 29-27        |
| Semifinali (gara 3) - 11 aprile 2013 PalaBaldinelli, Osimo         | Lube               | 2 - 3 | Piacenza           | 25-18, 22-25, 20-25, 25-18, 20-22 |
| Semifinali (gara 4) - 17 aprile 2013 PalaBanca, Piacenza           | Piacenza           | 3 - 1 | Lube               | 26-28, 25-22, 25-23, 25-15        |
| Finale (gara 1) - 25 aprile 2013 PalaTrento, Trento                | Trentino           | 3 - 1 | Piacenza           | 20-25, 25-11, 25-19, 25-20        |
| Finale (gara 2) - 28 aprile 2013 PalaBanca, Piacenza               | Piacenza           | 3 - 1 | Trentino           | 17-25, 25-22, 25-16, 32-30        |
| Finale (gara 3) - 1º maggio 2013 PalaTrento, Trento                | Trentino           | 3 - 0 | Piacenza           | 25-12, 25-18, 25-19               |
| Finale (gara 4) - 5 maggio 2013 PalaBanca, Piacenza                | Piacenza           | 3 - 0 | Trentino           | 25-22, 25-19, 25-20               |
| Finale (gara 5) - 12 maggio 2013 PalaTrento, Trento                | Trentino           | 3 - 2 | Piacenza           | 25-23, 21-25, 25-22, 19-25, 15-12 |

### Coppa Italia

#### Fase ad eliminazione diretta
| Quarti di finale - 26 dicembre 2012 PalaBanca, Piacenza | Piacenza | 2 - 3 | Modena | 25-22, 25-22, 18-25, 18-25, 6-15 |

### Challenge Cup

#### Fase ad eliminazione diretta
| Secondo turno (andata) - 15 novembre 2012 PalaBanca, Piacenza                  | Piacenza       | 3 - 0 | İstanbul BB    | 25-19, 25-16, 25-22 |
| Secondo turno (ritorno) - 22 novembre 2012 Haldun Alagaş Spor Salonu, Istanbul | İstanbul BB    | 0 - 3 | Piacenza       | 25-27, 19-25, 18-25 |
| Sedicesimi di finale (andata) - 6 dicembre 2012 Kalev Sports Hall, Tallinn     | Audentese      | 0 - 3 | Piacenza       | 17-25, 18-25, 22-25 |
| Sedicesimi di finale (ritorno) - 12 dicembre 2012 PalaBanca, Piacenza          | Piacenza       | 3 - 0 | Audentese      | 25-20, 25-19, 25-22 |
| Ottavi di finale (andata) - 16 gennaio 2013 Orlovec, Gabrovo                   | Gabrovo        | 0 - 3 | Piacenza       | 19-25, 15-25, 20-25 |
| Ottavi di finale (ritorno) - 23 gennaio 2013 PalaBanca, Piacenza               | Piacenza       | 3 - 0 | Gabrovo        | 25-19, 25-13, 29-27 |
| Quarti di finale (andata) - 6 febbraio 2013 Palace of Sports, Minsk            | Budaŭnik Minsk | 0 - 3 | Piacenza       | 18-25, 22-25, 22-25 |
| Quarti di finale (ritorno) - 13 febbraio 2013 PalaBanca, Piacenza              | Piacenza       | 3 - 0 | Budaŭnik Minsk | 25-23, 25-18, 25-18 |
| Semifinali (andata) - 27 febbraio 2013 PalaBanca, Piacenza                     | Piacenza       | 3 - 0 | Dukla Liberec  | 25-14, 26-24, 25-16 |
| Semifinali (ritorno) - 2 marzo 2013 Dukla, Liberec                             | Dukla Liberec  | 0 - 3 | Piacenza       | 14-25, 20-25, 13-25 |
| Finale (andata) - 20 marzo 2013 SK Dynamo, Ufa                                 | Ural           | 0 - 3 | Piacenza       | 12-25, 22-25, 30-32 |
| Finale (ritorno) - 24 marzo 2013 PalaBanca, Piacenza                           | Piacenza       | 3 - 0 | Ural           | 25-22, 25-18, 25-16 |

## Statistiche

### Statistiche di squadra
| Competizione  | Punti | In casa | In casa | In casa | In trasferta | In trasferta | In trasferta | Totale | Totale | Totale |
| Competizione  | Punti | G       | V       | P       | G            | V            | P            | G      | V      | P      |
| ------------- | ----- | ------- | ------- | ------- | ------------ | ------------ | ------------ | ------ | ------ | ------ |
| Serie A1      | 47    | 16      | 13      | 3       | 16           | 9            | 7            | 32     | 22     | 10     |
| Coppa Italia  | -     | 1       | 0       | 1       | -            | -            | -            | 1      | 0      | 1      |
| Challenge Cup | -     | 6       | 6       | 0       | 6            | 6            | 0            | 12     | 12     | 0      |
| Totale        | -     | 23      | 19      | 4       | 22           | 15           | 7            | 45     | 34     | 11     |

G = partite giocate; V = partite vinte; P = partite perse

### Statistiche dei giocatori
| Giocatore   | Serie A1 | Serie A1 | Serie A1 | Serie A1 | Serie A1 | Coppa Italia | Coppa Italia | Coppa Italia | Coppa Italia | Coppa Italia | Challenge Cup | Challenge Cup | Challenge Cup | Challenge Cup | Challenge Cup | Totale | Totale | Totale | Totale | Totale |
| Giocatore   | P        | PT       | AV       | MV       | BV       | P            | PT           | AV           | MV           | BV           | P             | PT            | AV            | MV            | BV            | P      | PT     | AV     | MV     | BV     |
| ----------- | -------- | -------- | -------- | -------- | -------- | ------------ | ------------ | ------------ | ------------ | ------------ | ------------- | ------------- | ------------- | ------------- | ------------- | ------ | ------ | ------ | ------ | ------ |
| A. Corvetta | 17       | 4        | 2        | 1        | 1        | 0            | 0            | 0            | 0            | 0            | ?             | 1             | 0             | 0             | 1             | 17     | 5      | 2      | 1      | 2      |
| L. De Cecco | 30       | 84       | 27       | 33       | 24       | 1            | 4            | 2            | 2            | 0            | ?             | 9             | 4             | 2             | 3             | 31     | 97     | 33     | 37     | 27     |
| A. Fei      | 30       | 451      | 369      | 39       | 43       | 1            | 18           | 16           | 1            | 1            | ?             | 91            | 67            | 11            | 13            | 31     | 560    | 452    | 51     | 57     |
| M. Holt     | 30       | 267      | 146      | 69       | 52       | 1            | 11           | 7            | 3            | 1            | ?             | 55            | 26            | 19            | 10            | 31     | 333    | 179    | 91     | 63     |
| M. Latelli  | 8        | 0        | 0        | 0        | 0        | 1            | 0            | 0            | 0            | 0            | 0             | 0             | 0             | 0             | 0             | 9      | 0      | 0      | 0      | 0      |
| D. Marra    | 31       | -        | -        | -        | -        | 1            | -            | -            | -            | -            | ?             | -             | -             | -             | -             | 32     | -      | -      | -      | -      |
| G. Maruotti | 21       | 89       | 75       | 10       | 4        | 1            | 0            | 0            | 0            | 0            | ?             | 11            | 8             | 3             | 0             | 22     | 100    | 83     | 13     | 4      |
| F. Ogurčák  | 8        | 29       | 26       | 2        | 1        | 0            | 0            | 0            | 0            | 0            | ?             | 2             | 2             | 0             | 0             | 8      | 31     | 28     | 2      | 1      |
| S. Papi     | 31       | 224      | 182      | 30       | 12       | 1            | 13           | 12           | 1            | 0            | ?             | 33            | 27            | 3             | 3             | 32     | 270    | 221    | 34     | 15     |
| R. Simón    | 26       | 319      | 203      | 72       | 44       | 1            | 8            | 7            | 0            | 1            | ?             | 55            | 36            | 17            | 2             | 27     | 382    | 246    | 89     | 47     |
| V. Tavana   | 1        | 11       | 6        | 4        | 1        | 0            | 0            | 0            | 0            | 0            | -             | -             | -             | -             | -             | 1      | 11     | 6      | 4      | 1      |
| L. Tencati  | 30       | 67       | 32       | 32       | 3        | 1            | 0            | 0            | 0            | 0            | ?             | 5             | 4             | 1             | 0             | 31     | 72     | 36     | 33     | 3      |
| L. Vettori  | 21       | 100      | 87       | 6        | 7        | 1            | 0            | 0            | 0            | 0            | ?             | 9             | 8             | 1             | 0             | 22     | 109    | 95     | 7      | 7      |
| H. Zlatanov | 27       | 378      | 331      | 36       | 11       | 1            | 17           | 16           | 0            | 1            | ?             | 79            | 68            | 10            | 1             | 28     | 474    | 415    | 46     | 13     |

P = presenze; PT = punti totali; AV = attacchi vincenti; MV = muri vincenti; BV = battute vincenti